# Hemishofen
Hemishofen és un municipi del cantó de Schaffhausen (Suïssa).